# Коржавино (Тонкинский район)
Коржавино — опустевшая деревня в Тонкинском районе Нижегородской области. Входит в сельское поселение  Вязовский сельсовет.

## География
Находится на расстоянии примерно 20 километров по прямой на восток-северо-восток от районного центра поселка Тонкино.

## История
Известна с 1891 года, когда в ней было учтено дворов 31 и жителей 193, в 1905 году 36 и 208 соответственно. В 1926 было учтено дворов 54 и жителей 266. 

## Население
Постоянное население  составляло 4 человека (русские 100%) в 2002 году, 0 в 2010 .